# Doble factorial

Las 15 diferentes formas del Diagrama de Chord en 6 puntos.

En matemáticas, el producto de todos los enteros desde el 1 hasta un entero no-negativo n que tiene la misma paridad (pares o impares) que n se llama doble factorial o semifactorial de n y se representa como n!!. Se define por:
{\displaystyle n!!=\prod _{k=0}^{\left\lceil {\frac {n}{2}}\right\rceil -1}(n-2k)=n(n-2)(n-4)\cdots }
(Una consecuencia de esta definición es que 0!! = 1, como un producto vacío).
Entonces, para n par el doble factorial es:
{\displaystyle n!!=\prod _{k=1}^{\frac {n}{2}}(2k)=n(n-2)(n-4)\cdots 4\cdot 2\,,}
Y para n impar es:
{\displaystyle n!!=\prod _{k=1}^{\frac {n+1}{2}}(2k-1)=n(n-2)(n-4)\cdots 3\cdot 1\,.}
Por ejemplo, 9!!=9·7·5·3·1=945.
El doble factorial no debe confundirse con la función factorial iterada dos veces, que es escrita como (n!)! y no n!!
La secuencia de los dobles factoriales para los pares n=0, 2, 4, 6, 8,... empieza así:
1, 2, 8, 48, 384, 3840, 46080, 645120,... (secuencia A000165 en el OEIS)
La secuencia de los dobles factoriales para los impares n=1, 3, 5, 7, 9,... empieza así:
1, 3, 15, 105, 945, 10395, 135135,... (secuencia A001147 en el OEIS)
Merserve (1948), (posiblemente la más antigua publicación que usa la notación del doble factorial) formula que el doble factorial fue introducido originalmente para simplificar la expresión de algunas integrales trigonométricas surgiendo en la derivación del producto de Wallis. Los factoriales dobles también surgen al expresar el volumen de una hiperesfera y tienen muchas aplicaciones en las combinatoria enumerativa. Los factoriales dobles aparecen en la distribución t de Student (1908), de la cual Gosset pensó que no se usara la notación de la doble exclamación.
El término factorial impar es utilizado en ocasiones para denominar el doble factorial de un número impar.

## Relación con el factorial
A causa de que el doble factorial solo involucra la mitad de factores que un factorial ordinal, su valor no es mayor que la raíz cuadrada del factorial n!, y es mucho menor que el factorial iterado (n!)!.
Para un entero positivo par n = 2k , k ≥ 0, el doble factorial se expresaría como:
{\displaystyle n!!=2^{k}k!}
Para un entero positivo impar n = 2k - 1, k ≥ 1, el doble factorial se expresaría como:
{\displaystyle n!!=(2k-1)!!={\frac {(2k)!}{(2k)!!}}\,={\frac {(2k)!}{2^{k}k!}}.}
En esta expresión, el primer denominador es igual a (2k)!! y cancela los factores pares indeseados del numerador.
Para un entero positivo impar n=2k – 1, k≥1, el factorial doble se expresaría en términos de k-permutaciones de 2k como:
{\displaystyle (2k-1)!!={\frac {_{2k}P_{k}}{2^{k}}}={\frac {(2k)^{\underline {k}}}{2^{k}}}.}

## Aplicaciones en la combinatoria enumerativa

Los quince árboles binarios con raíces diferentes.

Los dobles factoriales están motivados por el hecho de que ocurren frecuentemente en la combinatoria enumerativa y otros ajustes. Por ejemplo, n!! para valores impares de n cuenta con:
- Apareamientos perfectos en el grafo completo Kn + 1 para n impar. De tal grafo, cualquier vértice v tiene n posibles vértices a los que se puede unir, y una vez hecha esta elección surge el problema restante trata de seleccionar un apareamiento perfecto en el grafo completo con dos vértices menos.

Por ejemplo, un grafo completo con cuatro vértices a, b, c, y d tienen tres apareamientos perfectos: ab y cd, ac y bd, y ad y bc. Los apareamientos perfectos pueden ser descritos de muchos otros modos equivalentes, incluyendo las involuciones sin puntos fijos en un conjunto de n + 1 elementos (permutaciones en las cuales un ciclo es una pareja) o diagramas de cuerdas (conjuntos de cuerdas de un conjunto de n + 1 puntos espaciados igualmente en un círculo en cual cada punto es el punto final de exactamente una cuerda, también llamado diagramas de Brauer).
El número de coincidencias en gráficos completos, sin limitar las coincidencias a ser perfectas, se dan en lugar por los números de teléfono, que se pueden expresar como una suma que implica dobles factoriales. El número de apareamientos en grafos completos, sin obligar a los apareamientos a ser perfectos, se dan, en cambio, por los números de teléfono, que se pueden expresar como una suma que involucra factoriales dobles.
- Permutaciones de Stirling, permutaciones del multiconjunto de números 1, 1, 2, 2, …, k, k en los cuales cada par de números iguales está separado solamente por números más grandes, en los que k=[n+1]/2. Las dos copias de k deben ser adyacentes; eliminándolas de la permutación, dejan una permutación en la que el mayor elemento es k – 1, con n posiciones en las que el par adyacente de k valores puede ser colocado. Desde esta construcción recursiva, una prueba de que las permutaciones de Stirling se cuentan por dobles permutaciones se sigue por inducción. Alternativamente, en lugar de la restricción de que los valores entre un par deben ser mayores que el par, uno puede considerar las permutaciones de este multiconjunto en el cual las primeras copias de cada par aparece en un orden salteado; tal y como una permutación define un apareamiento en las 2k posiciones de la permutación, así que el número de permutaciones debe ser contado por dobles permutaciones otra vez.[8]

- Montículos: árboles con k + 1 nodos ordenados 0, 1, 2, …, k, de modo que la raíz del árbol tiene orden 0, cada nodo tiene un ordan mayor que el de su pariente, y cada descendiente tiene un orden fijo. Un recorrido de Euler por el árbol (con los bordes doblados) da lugar a una permutación de Stirling, y cada permutación de Stirling representa un árbol de esa manera.[1][9]

- Los árboles binarios sin raíces con [n+5]/2 hojas ordenadas. Cada árbol está formado por un árbol con una hoja menos, por la subdivisión de una de las n hojas del árbol y haciendo al nuevo vértice pariente de una nueva hoja.
- Los árboles binarios con raíces con [n+3]/2 hojas ordenadas. Este caso es parecido al que no tiene raíces, pero el número de esquinas que pueden ser subdivididas es par, y además de subdividir una esquina es posible añadir un nodo al árbol con una hoja menos agregando una nueva raíz cuyos dos hijos son el árbol más pequeño y la nueva hoja.[1]

Callan (2009) y Dale y Moon (1993) enumeran muchos objetos adicionales con la misma secuencia de recuento, incluyendo “palabras trapezoidales” (numerales en un sistema de raíz mixta con las raíces impares en aumento), caminos de Dyck ordenados por altura, árboles ordenados por altura, “caminos sobresalientes”, y ciertos vectores que describen las hojas con el menor orden descendientes de cada nodo en un árbol binario con raíces. Para pruebas biyectivas de que algunos de estos objetos son equipotentes, ver Rubey (2008) y Marsh y Martin (2011).
Los factoriales dobles pares dan los números de los elementos de los grupos hiperoctaédricos (simetrías de un hipercubo).

## Extensiones

### Argumentos negativos
El factorial ordinario, cuando se extiende a la función Gamma, tiene un polo en cada número entero negativo, impidiendo que el factorial se defina como dichos números. Sin embargo, el doble factorial de números impares puede extenderse a cualquier argumento de número entero impar negativo invirtiendo su relación de recurrencia.
{\displaystyle n!!=n\times (n-2)!!}
Resulta en:
{\displaystyle n!!={\frac {(n+2)!!}{n+2}}\,.}
Usando esta recurrencia invertida, −1!! = 1, −3!! = −1, y −5!! = 13; los números impares negativos con mayor magnitud tienen dobles factoriales en forma de fracción.  En particular, esto se da cuando n es un número impar,
{\displaystyle (-n)!!\times n!!=(-1)^{\frac {n-1}{2}}\times n\,.}

### Argumentos complejos
Haciendo caso omiso de la definición anterior de n!! para valores pares de n, el factorial doble para enteros impares puede extenderse a la mayoría de los números reales y complejos z observando que cuando z es un entero impar positivo, entonces
{\displaystyle {\begin{aligned}z!!&=z(z-2)\cdots (3)=2^{\frac {z-1}{2}}\left({\frac {z}{2}}\right)\left({\frac {z-2}{2}}\right)\cdots \left({\frac {3}{2}}\right)\\&=2^{\frac {z-1}{2}}{\frac {\Gamma \left({\frac {z}{2}}+1\right)}{\Gamma \left({\frac {1}{2}}+1\right)}}={\sqrt {\frac {2^{z+1}}{\pi }}}\Gamma \left({\frac {z}{2}}+1\right)=\left({\frac {z}{2}}\right)!{\sqrt {\frac {2^{z+1}}{\pi }}}\,.\end{aligned}}}
De esto se puede derivar una definición alternativa de  z !! para valores enteros pares no negativos de z:
{\displaystyle (2k)!!={\sqrt {\frac {2}{\pi }}}\prod _{i=1}^{k}(2i)=2^{k}k!{\sqrt {\frac {2}{\pi }}}\,,}
con el valor de 0 !! en este caso siendo
{\displaystyle 0!!={\sqrt {\frac {2}{\pi }}}\approx 0.797\,884\,5608\dots \,.}
La expresión encontrada para z!! se define para todos los números complejos excepto para los enteros pares negativos. Usándolo como en la definición, el volumen de una hiperesfera n-dimensional de radio R se puede expresar como
{\displaystyle V_{n}={\frac {2(2\pi )^{\frac {n-1}{2}}}{n!!}}R^{n}\,.}

## Identidades adicionales
Para los valores integrales de n,
{\displaystyle \int _{0}^{\frac {\pi }{2}}\sin ^{n}x\,dx=\int _{0}^{\frac {\pi }{2}}\cos ^{n}x\,dx={\frac {(n-1)!!}{n!!}}\times {\begin{cases}1&{\text{si }}n{\text{ es impar}}\\{\frac {\pi }{2}}&{\text{si }}n{\text{ es par.}}\end{cases}}}
Usando en cambio la extensión del factor factorial doble de números impares a números complejos, la fórmula es
{\displaystyle \int _{0}^{\frac {\pi }{2}}\sin ^{n}x\,dx=\int _{0}^{\frac {\pi }{2}}\cos ^{n}x\,dx={\frac {(n-1)!!}{n!!}}{\sqrt {\frac {\pi }{2}}}\,.}
También se pueden usar dobles factoriales para evaluar integrales de polinomios trigonométricos más complicadas.
Los dobles factoriales de números impares están relacionados con la función gamma por la identidad:
{\displaystyle (2n-1)!!=2^{n}\cdot {\frac {\Gamma \left({\frac {1}{2}}+n\right)}{\sqrt {\pi }}}=(-2)^{n}\cdot {\frac {\sqrt {\pi }}{\Gamma \left({\frac {1}{2}}-n\right)}}\,.}
Algunas identidades adicionales que implican dobles factoriales de números impares son:
{\displaystyle {\begin{aligned}(2n-1)!!&=\sum _{k=1}^{n-1}{\binom {n}{k+1}}(2k-1)!!(2n-2k-3)!!\,,\\(2n-1)!!&=\sum _{k=0}^{n}{\binom {2n-k-1}{k-1}}{\frac {(2k-1)(2n-k+1)}{k+1}}(2n-2k-3)!!\,,\\(2n-1)!!&=\sum _{k=1}^{n}{\frac {(n-1)!}{(k-1)!}}k(2k-3)!!\,.\end{aligned}}}